# هیشور
هیشور یا هی-شور یکی از پادشاهان ایلام باستان است که پنجمین پادشاه دودمان اوان بوده و اطلاعات خاصی از او باقی نمانده است. فقط می‌دانیم که از هفت پادشاه ناشناخته این سلسه، او چهارمین پادشاه است و قبل از او اوکتاخش و بعد از او سه پادشاه دیگر به نام‌های شوشون تارانا، ناپیا یلخوش و کیکو سیمه تمتی روی کار آمده‌اند.